# Anatolij Winogradow
Anatolij Kornielijewicz Winogradow, znany także jako Anatol Winogradow (ros. Анатолий Корнелиевич Виноградов, ur. 28 marca?/9 kwietnia 1888 we wsi Połotnianyj Zawod koło Kaługi, zm. 26 listopada 1946 w Moskwie) – rosyjski i radziecki pisarz i historyk literatury.
Absolwent Uniwersytetu Moskiewskiego z 1912 roku, gdzie studiował na wydziale historyczno-filozoficznym. Pełnił funkcję dyrektora Muzeum im. Rumiancewa, a także kierował Biblioteką Państwową ZSRR im. Lenina powstałą z przemianowania Muzeum im. Rumiancewa (stanowisko kierownika sprawował w sumie od III 1921 do X 1924, gdy zrezygnował z funkcji z powodów zdrowotnych, choć dalej pracował w bibliotece). W 1928 roku inspekcja robotniczo-chłopska złożyła raport, w którym oskarżono bibliotekę, że zatrudnia dużą liczbę ludzi związanych ze szlachtą i zażądała usunięcia m.in. Winogradowa, zaczęły się także ataki prasowe.
Autor powieści historyczno-biograficznych m.in. Potępienie Paganiniego – powieściowej biografii słynnego włoskiego kompozytora i wirtuoza skrzypiec Niccolò Paganiniego (najbardziej znana w Polsce i wciąż popularna) oraz np. powieść Trzy barwy czasu, a także prac historyczno-literackich i tranlatorskich (przekładał m.in. utwory Juliusza Słowackiego). Zmarł w 1946 roku i pochowany został na cmentarzu Wagańkowskim.

## Dzieła
- Trzy barwy czasu (1931)
- Opowieść o braciach Turgieniew (1932)
- Potępienie Paganiniego (1936)
- Byron (1936)
- Stendhal i jego czasy (1938)